# Il campione (film 1967)
Il campione è un cortometraggio del 1967 diretto da Gianni Amelio.